# Langelot et les Crocodiles
Langelot et les Crocodiles est le onzième roman de la série Langelot, écrite par le Lieutenant X (pseudonyme de Vladimir Volkoff). Ce roman a été édité pour la première fois en 1969, dans la Bibliothèque verte, où il porte le numéro 386.

## Personnages principaux
- Langelot : orphelin, agent peu expérimenté du Service National d'Information Fonctionnelle (SNIF), 18 ans, blond, 1,68 m, mince.
- Capitaine Montferrand : chef de la section Protection du Service National d'Information Fonctionnelle, 45 ans, cheveux gris-fer coupés en brosse.
- Colonel Chibani : officier supérieur d'un pays africain voisin du pays fictif de Côte d'Ébène.
- Sophie Vachette : fille d'Ernest Vachette, directeur général du Complexe Uranium de Côte d'Ébène.
- Sosthène Valdombreuse : pilote de rallye et skipper hors pair, installé à Koubako depuis l'aventure de Langelot et l'Inconnue.
- Rigobert Naboswendé : lieutenant parachutiste liant une relation amoureuse secrète avec Graziella Andronymos, fille du président de Côte d'Ébène.

## Résumé
Le roman est divisé formellement en deux parties : la première partie comporte 16 chapitres (p. 7 à 129), la seconde partie 16 autres chapitres (p. 131 à 250).

### Première partie
Langelot se présente au Lycée Janson-de-Sailly pour rencontrer Noël Vachette, élève en seconde. Le père de Vachette dirige un complexe atomique construit par des ingénieurs français — à des fins pacifiques — en Côte d'Ébène. Or ce pays vient apparemment d'être victime d'un coup d'État et le président Andronymos a été renversé : plus aucune communication ne passe et les aéroports sont bloqués. Langelot demande donc au jeune Noël d'emprunter son identité afin de se rendre compte directement de la situation.
Pour Langelot, c'est l'occasion de se faire passer pour un garçon de quinze ans, alors qu'il en a dix-huit : short et chemisette forment sa tenue. Pour une fois son physique ne le desservira pas. Aucun agent français n'a réussi à entrer en Côte d'Ébène sans être arrêté et peut-être liquidé.
Sur place, tous les étrangers sont reconduits à l'avion. Noël Vachette possède un passeport ébénois. Langelot croit donc en ses chances. Alors qu'il attend son tour, un autre « citoyen ébénois » lui demande le service de passer une carte postale, dans le cas où l'homme serait renvoyé en France.
Remarquant que l'homme a abandonné derrière lui un paquet de cigarettes, le jeune agent secret découvre un émetteur miniaturisé caché dans l'une des cigarettes : une technologie des services américains, selon toutes certitudes. Il est trop tard pour se débarrasser de la carte postale : le moment est venu pour Noël Vachette de franchir à son tour la douane.
L'employé noir, africain, semble se laisser convaincre que le jeune garçon est bien Noël Vachette. Un blanc au teint basané qui semble être un supérieur hiérarchique se montre beaucoup plus méfiant. Il demande par téléphone aux parents de Noël de venir vérifier sur place qu'il s'agit bien de leur fils. Ce fonctionnaire blanc est un émissaire du colonel Chibani, un ennemi personnel de Langelot.
Une jeune fille arrive en voiture, c'est la sœur de Noël Vachette : elle fait semblant de reconnaître formellement son propre frère et entraîne l'agent secret hors de l'aéroport. Elle lui explique qu'elle a persuadé ses parents de la laisser venir seule le chercher parce qu'elle se doutait qu'elle rencontrerait un agent secret français. Langelot lui demande donc de rencontrer son père, à qui il doit transmettre un message émanant du gouvernement français.
La teneur de ce message est claire : ordre est donné à l'ingénieur général Vachette de préparer le sabotage du complexe nucléaire au cas où le nouveau régime tenterait d'en prendre le contrôle à des fins bellicistes. L'ingénieur temporise en prétextant que la situation peut évoluer favorablement.
Indignée, sa fille Sophie décide d'aider Langelot dans l'enquête qu'il mène pour renseigner la France sur la situation politique de son alliée.
Langelot se met en quête d'un poste émetteur et découvre que la maison de son contact sur place a été transformée en « souricière » par des policiers du nouveau régime. Après les avoir mis hors de combat et s'être muni de leurs armes, il se rend à l'adresse indiquée par l'agent secret qui lui avait laissé la carte à l'aéroport. Il découvre un homme assassiné à côté d'un poste radio détruit. À ce moment surgit un curieux personnage : c'est un professionnel du renseignement, un Belge nommé Van Boberinghe, dont le « job » de patron de station-service sert de couverture à ses activités. Le chef du nouveau régime, l'ancien ministre de la police Damba-Damba, dirige le pays sous l'étroite surveillance d'une organisation étrangère qui convoite les réserves d'uranium, dont les représentants sont des Blancs au teint basané, à la solde du colonel Chibani qui a pris la fonction d'Envoyé spécial près du Gouvernement révolutionnaire en Côte d'Ébène. Les tribus locales restées fidèles à Andronymos préparent une insurrection. Rien ne prouve que l'État limitrophe dont Chibani est l'envoyé se prépare à la réprimer depuis la frontière Nord-est de Côte d'Ébène.
Langelot, qui désire en avoir le cœur net, reprend contact avec un de ses amis, Sosthène Valdombreuse, devenu essayeur de voitures professionnel. Celui-ci accepte avec empressement de partir faire une reconnaissance du côté de la frontière.
Sur ces entrefaites, le chauffeur du colonel Chibani s'arrête à la station-service pour faire le plein. Langelot aperçoit la clé de l'appartement du colonel sur un siège de la voiture, la subtilise, en fait faire une copie. Il part en reconnaissance avec Sophie au domicile de Chibani. Il découvre un poste émetteur en parfait état de marche et l'emporte avant le retour du propriétaire. Il contacte le commandant d'un porte-avions français qui croise au large des côtes du pays ; cet officier n'a pas le droit d'ordonner un coup de main militaire contre la capitale tant qu'une attaque extérieure n'est pas prouvée. Langelot doit donc continuer seul sa mission de renseignement.
Malheureusement, Sophie commet au volant de sa voiture un excès de vitesse et se voit prise en chasse par les forces de l'ordre. Langelot saute de la voiture, gêne les policiers pour permettre à son alliée de prendre de l'avance. Il se fait jeter dans l'un des cachots de la prison d'État.

### Seconde partie
Interrogé dans les bureaux du palais présidentiel par les sbires de Damba Damba, Langelot est immédiatement démasqué par Chibani lui-même et condamné à une mort atroce : lorsque le pays de Chibani se sera définitivement rendu maître de la Côte d'Ébène, de ses réserves d'uranium et du complexe atomique, la prison où croupissent l'ancien président et tous ses partisans sera noyée, et ses occupants, dévorés par des crocodiles.
Entre-temps Sophie, au désespoir, a tenté de reprendre contact avec le commandant du porte-avions. Mal camouflée, elle est repérée par des policiers qui lui tirent dessus et détruisent le poste radio avant qu'elle ne parvienne à les mettre en fuite à coups de pistolet.
Dans sa prison, Langelot entre en contact avec le lieutenant Rigobert Naboswendé, un officier de parachutistes écroué pour être resté fidèle à l'ancien président, dont il est le futur gendre. À eux deux ils montent un périlleux stratagème pour quitter la prison : Langelot ameute tous les gardiens en clamant qu'il a avalé une bombe à retardement pour faire sauter tout le palais. Il obtient une entrevue avec le chef du nouveau régime, Damba-Damba, un ministricule cruel, fanfaron et incompétent. Ce personnage, arrogant et indécis, demande l'aide du directeur du complexe atomique pour évaluer le danger. L'expert, Vachette, réalisant qu'il doit sauver l'agent secret, confirme ses dires en précisant que la bombe est radioactive. Au grand désespoir du savant, Damba-Damba ordonne séance tenante la noyade du prisonnier dans le fleuve qui longe les fondations du palais présidentiel.
Le gardien chargé de noyer Langelot saute avec lui dans le fleuve. En fait Langelot avait avalé une montre de petit format dont le bruit d'horlogerie évoquait celui d'une bombe. Une fois sous l'eau, le gardien, qui n'était autre que le lieutenant parachutiste déguisé, glisse une grenade étanche dans la gueule d'un des nombreux crocodiles venus les prendre en chasse, et profite de l'explosion qui disperse les reptiles pour remonter à la surface avec Langelot, à l'abri des regards.
Langelot reprend le contact avec Sosthène, qui lui confirme qu'un coup de force apparemment dirigé par Chibani se prépare à la frontière. Il importe à Langelot de se renseigner sur l'état d'esprit de la population ébénoise, pour ne pas risquer d'initiative qui déclencherait une rupture diplomatique avec la France. Or l'informateur Van Boberinghe lui refuse désormais tout service, faute d'argent. Sophie, d'accord avec l'agent secret, propose de remplacer au pied levé une amie standardiste au palais présidentiel, et surprend une conversation entre Chibani et Damba-Damba : stimulé par le colonel, ce dernier s'apprête à envoyer ses hommes de main investir le complexe atomique, avec l'assurance que la population restera passive. 
Dénouement
Mis au courant, et dans l'impossibilité de prévenir le commandant du porte-avions, Langelot se rend en toute urgence à la centrale et réussit à convaincre tout le personnel de se mettre en état d'alerte et de préparer le sabotage en cas d'attaque ennemie.
Ensuite, avec l'aide de Sosthène et de son yacht privé, il accède par voie fluviale au soubassement de la prison d'État et libère le président Andronymos. Celui-ci réunit un corps d'élite dont il confie le commandement à Naboswendé nouvellement promu capitaine. Le groupe marche vers le palais, profitant de la désorganisation de tout le personnel, arrangée par la nouvelle standardiste, qui perturbe le réseau téléphonique. Damba-Damba se noie dans le fleuve en tentant de s'enfuir.
Au moment où le colonel Chibani s'apprête à faire payer cher ses initiatives à Sophie qu'il vient de surprendre, Langelot surgit in extremis pour le mettre hors d'état de nuire. La Côte d'Ébène, son Président, ainsi que son complexe atomique, sont sauvés.

## Les différentes éditions
- 1969 - Hachette, Bibliothèque verte (français, version originale). Illustré par Maurice Paulin.
- 1974 - Hachette, Bibliothèque verte. Illustré par Maurice Paulin.

## Remarques autour du roman
- Le colonel Chibani, personnage déjà essentiel dans Langelot et l'Inconnue, sera de nouveau présent dans Langelot et l'Avion détourné et dans Langelot kidnappé.
- Le véhicule conduit par Sosthène est une Alpine A110, célèbre voiture de rallye française.